# Saint-Pierre-Eynac
Saint-Pierre-Eynac település Franciaországban, Haute-Loire megyében. Lakosainak száma 1250 fő (2022. január 1.). Saint-Pierre-Eynac Saint-Hostien, Blavozy, Queyrières, Saint-Étienne-Lardeyrol, Saint-Germain-Laprade és Saint-Julien-Chapteuil községekkel határos.

## Népesség
A település népessége az elmúlt években az alábbi módon változott:
| Lakosok száma | 636  | 664  | 775  | 968  | 1083 | 1103 | 1147 | 1187 | 1196 | 1250 |
|               | 1968 | 1982 | 1990 | 2006 | 2013 | 2015 | 2017 | 2019 | 2020 | 2022 |